# Ak Bars Kasan
Ak Bars Kasan (russisch Ак Барс Казань) ist ein 1956 unter dem Namen Maschstroi Kasan gegründeter russischer Eishockeyklub der Stadt Kasan. Er spielt in der Kontinentalen Hockey-Liga. Die Vereinsfarben sind grün, rot und weiß.

## Geschichte

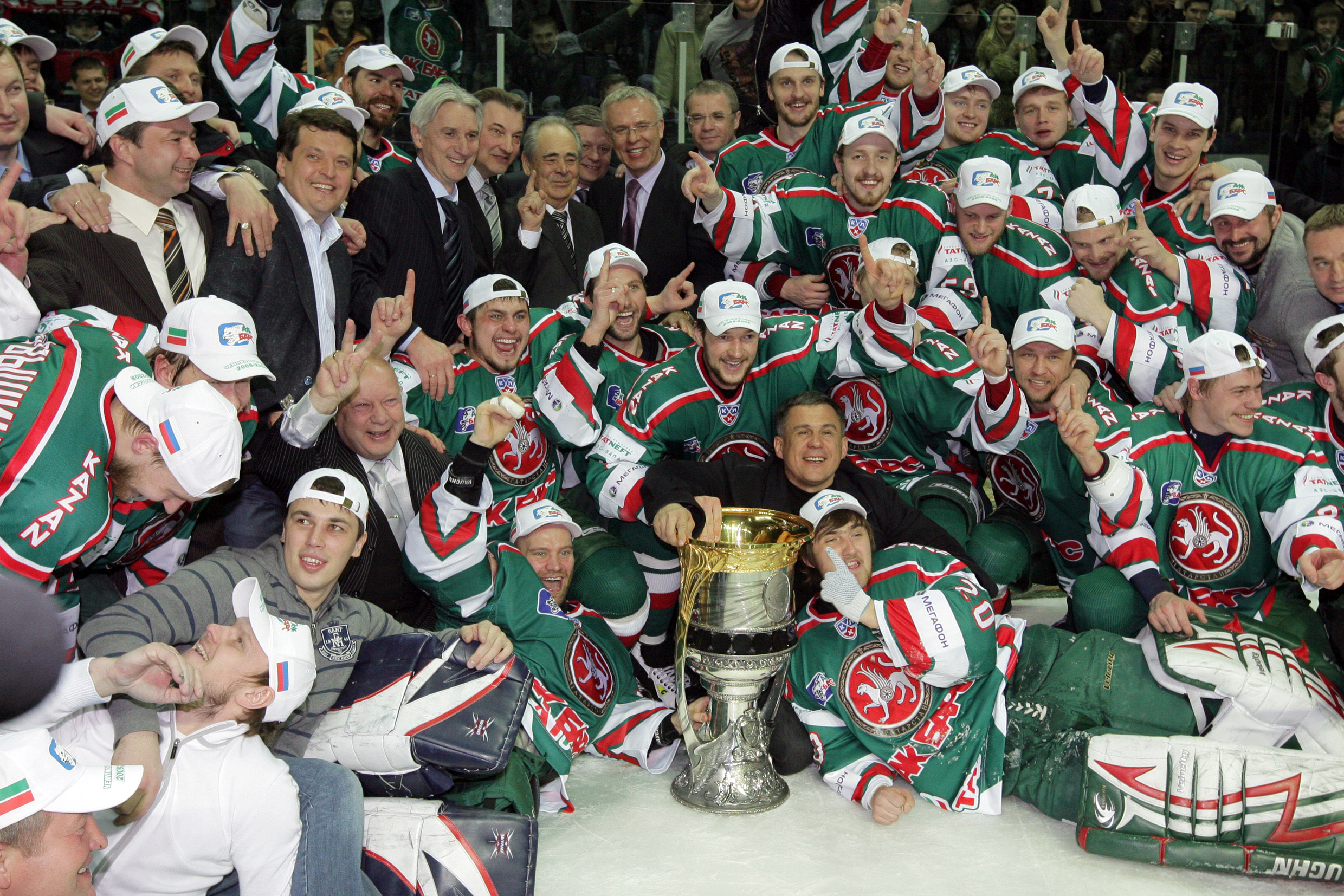
Gewinn des Gagarin-Pokals 2009

Der heutige Klubname und das Logo, welche 1995 gewählt wurden, sind vom offiziellen Symbol der Republik Tatarstan hergeleitet, welcher als weißer Leopard oder Schneeleopard bezeichnet werden kann. Dieses Symbol hat seinen Ursprung bei einem der Tatarenstämme.
In der Saison 2004/05 spielten, aufgrund des Lockouts in der NHL, elf NHL-Spieler für den Klub, darunter auch der Russe Ilja Kowaltschuk und der Kanadier Vincent Lecavalier. Die Hoffnung, so verstärkt im Jahr des 1000-jährigen Bestehens der Stadt Kasan russischer Meister zu werden, wurde nicht erfüllt. Doch bereits ein Jahr später konnte sich Ak Bars Kasan im Finale um die Meisterschaft gegen HK Awangard Omsk durchsetzen. Neben dem Meistertitel im Jahr 2006 konnte die Mannschaft 1998 ebenfalls Meister werden. Zudem gelang 2000, 2002 und 2007 der Gewinn des Vizemeistertitels sowie 1976 und 1989 der Titelgewinn in der Perwaja Liga, der zweiten Spielklasse der Sowjetunion.
In der Saison 2006/07 führte Kasan die Liga mit 35 Siegen und 214 Toren aus 54 Spielen an, verlor jedoch das Playoff-Finale gegen den HK Metallurg Magnitogorsk. Im Januar 2007 gewann der Ak Bars den IIHF European Champions Cup. Während der folgenden Spielzeit gewann Kasan den IIHF Continental Cup.
In den letzten Jahren wurde Ak Bars von der SSM-Angriffsreihe angeführt, die aus den Spielern Sergei Sinowjew, Danis Saripow und Alexei Morosow besteht. Diese Angriffsreihe gehört ligaweit zu den dominierenden Angriffsformationen und ihre Mitglieder gehören oft zu den produktivsten Spielern der KHL. Angeführt von diesem Trio gewann Ak Bars 2009 und 2010 die Meisterschaftstrophäe der KHL, den Gagarin-Pokal.

## Trainer

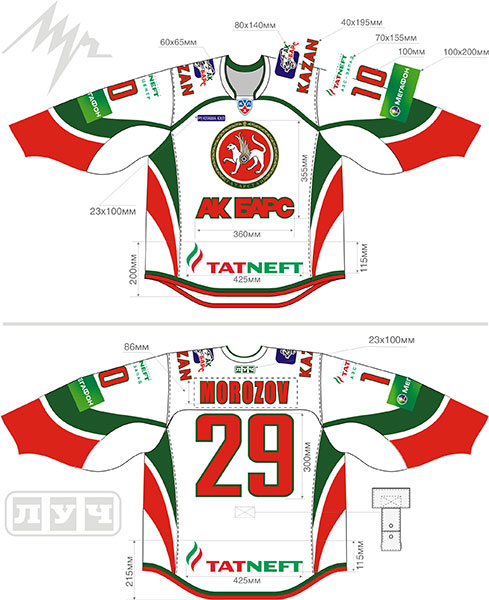
Trikot der Saison 2011/12

- Anatoli Murawjow (1956–65, 1966–1968)
- Ismail Miluschew (1965–1966, 1968–1971)
- Jewgeni Jegorow (1971–1975)
- Wladimir Andrejew (1975–1978)
- Wladimir Wassiljew (1978–1982)
- Oleg Goljamin (1982–1984)
- Gennadi Zygurow (1984–1987)
- Witali Stain (1987–1988)
- Wsewolod Jelfimow (1988–1991)
- Juri Otschnew (1991–1992)
- Wladimir Gussew (1992)
- Wiktor Kusnezow (1992–1994)
- Wsewolod Jelfimow (1994–1995)
- Juri Moissejew (1995–1999)
- Wladimir Krikunow (1999–2001)
- Juri Moissejew (2001–2002)
- Wladimir Pljuschtschew (2002–2003)
- Vladimír Vůjtek (2003–2004)
- Sinetula Biljaletdinow (2004–2011)
- Wladimir Krikunow (2011–2012)
- Waleri Below (seit 2012)